# Abu Muhammad Abd Allah ibn Isa al-Saybani
Abu Muhammad Abd Allah b. Isà al-Saybani (Calanda, Teruel-Valencia, 1135) fue un intelectual y religioso andalusí. Entre sus obras, figuran sus estudios sobre el Sahih al-Bujari y el Sunan de Abu Dawud.